# Dizin

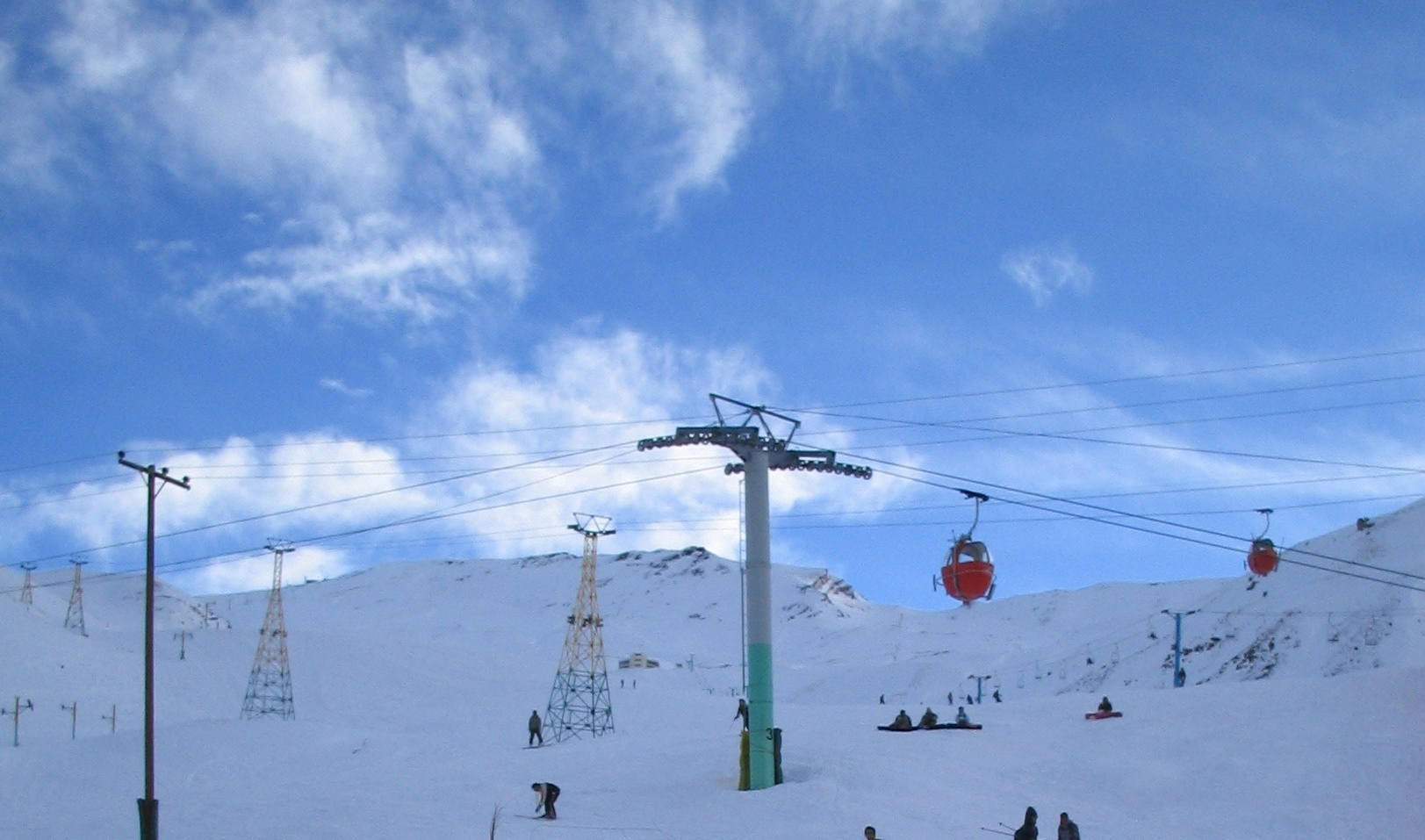
Skilifte in Dizin

Dizin ist ein iranisches Skigebiet etwa 120 Kilometer nördlich von Teheran. Über die Shemshak-Dizin-Road beträgt die zu fahrende Strecke bis zum Dizin-Ski-Resort nur ca. 60 km.  Es befindet sich im Elburs-Gebirge nahe dem Damawand und ist das bedeutendste Skigebiet des Landes.
Dizin wurde 1969 gegründet. Es zeichnet sich durch eine besondere Schneequalität aus, die auf die hohe Lage (bis 3600 Meter) und die gegen Norden ausgerichteten Skihänge zurückzuführen ist. Die Skisaison dauert von Dezember bis Mai.
Der höchste Skilift erreicht eine Höhe von 3600 m, was Dizin zu einem der 40 höchstgelegenen Skigebiete der Welt macht.
Der Ort verfügt über zwei Hotels, 19 Hütten und fünf Restaurants, außerdem private Appartements. Viele Besucher bleiben jedoch nicht über Nacht, da der Ort lediglich zwei Autostunden von Teheran entfernt liegt.
Im Sommer wird in Dizin Grasski betrieben. Im Jahr 1996 fand der erste internationale Wettkampf statt. 2005 war Dizin Austragungsort der Grasski-Weltmeisterschaft und 2010 der Grasski-Juniorenweltmeisterschaft.